# Klein-Bieberau
Klein-Bieberau ist ein Ortsteil der Gemeinde Modautal im südhessischen Landkreis Darmstadt-Dieburg.

## Geographie
Der Ort liegt im vorderen Odenwald, ca. 14 km südöstlich von Darmstadt. Klein-Bieberau ist ein geschlossenes Dorf mit Längslage im Johannisbachtal. Der Ortsteil Klein-Bieberau  besteht aus der Gemarkung Klein-Bieberau. Der Ort ist nur über die Kreisstraße 135 zu erreichen, die zwischen Asbach und Rodau in südlicher Richtung von der Landesstraße 3106 abbiegt.

## Geschichte

### Ortsgeschichte
Das Dorf wurde, soweit bekannt, im Jahre 1362 erstmals als Wenigenbybera  urkundlich genannt. Weitere Erwähnungen erfolgten unter den Ortsnamen (in Klammern das Jahr der Erwähnung): Kleynen Biberauwe (1403), Wenigen Byberau (1451), Wenigen Byberau (1453), Kleyn Beberau (1492), Bebra (1514), Clein Bibra (1545) und Kleynen Biebera (1559).
Im Jahr 1451 ist eine Mühle nachgewiesen und 1516 ist eine Wallfahrtskapelle mit zwei Altären genannt. 1481 besitzen die Herren von Wallbrunn das Dorf als hessisches Lehen, das jetzt einen Bestandteil der Herrschaft Ernsthofen ausmacht.
Im Jahr 1722 verkauften die Brüder Johann Moritz Friedrich von Wallbrunn dem Landgrafen Ernst Ludwig von Hessen Schloss und Gut zu Ernsthofen mit den dazugehörigen Dörfern, nämlich Ernsthofen, Asbach, Hoxhohl, Klein-Bieberau und Neutsch, nebst Gefällen in zwölf weiteren Orten, darunter Ober-Modau, Rodau, Waldhausen, Billings und Meßbach.
Klein-Bieberau lag im Gerichtsbezirk der Zent Oberramstadt. Die Zent war in sogenannte „Reiswagen“ eingeteilt, denen jeweils ein Oberschultheiß vorstand, die dem Zentgrafen unterstellt waren. Dieser Bezirk hatte einen Frachtwagen (Reiswagen) einschließlich Zugtieren und Fuhrknechten für Feldzüge bereitzustellen. Klein-Bieberau gehörte zum „Brandauer Reiswagen“, dem auch noch die Orte Brandau, Neunkirchen, Allertshofen, Hoxhohl, Herchenrod, Lützelbach, Ernsthofen, Neutsch und Webern angehörten. Die gesamte Zent Oberramstadt war dem Amt Lichtenberg zugeteilt. Diese Einteilung bestand noch bis zum Beginn des 19. Jahrhunderts.
Die Statistisch-topographisch-historische Beschreibung des Großherzogthums Hessen berichtet 1829 über Klein-Bieberau:

„Kleinbieberau (L. Bez. Reinheim) luth. Filialdorf; liegt 2 St. von Reinheim, und hat 30 Häuser und 223 Einw., die bis auf 2 Kath. lutherisch sind. Unter diesen sind 12 Bauern. Unweit des Orts befindet sich das sogenannte Wildfrauhaus, ein sonderbares Felsengefüge, von welchem man eine schöne Aussicht hat. Schon vor 1578 war auf dem Steinforst ein Bergwerk im Betrieb, welches aber wieder eingegangen ist. Kleinbieberau gehörte den Herrn von Wallbrunn, und kam 1722 durch Kauf an Hessen, Der Ort hatte früher eine eigene Kapelle mit 2 Altären, welche von denen von Wallbrunn gestiftet worden war.“

Am 1. April 1952 wurde Klein-Bieberau vom Landkreis Dieburg in den Landkreis Darmstadt umgegliedert und am 1. September 1959 erfolgte die Eingemeindung  von Webern nach Klein-Bieberau.
Hessische Gebietsreform (1970–1977)
Zum 1. Januar 1977 wurden im Zuge der hessischen Gebietsreform die bis dahin selbstständigen Gemeinden, Klein-Bieberau, Neutsch, Asbach, Brandau, Ernsthofen und Modautal kraft Landesgesetz zur heutigen Gemeinde Modautal zusammengeschlossen.
Für Klein-Bieberau wurde zusammen mit Webern ein Ortsbezirk gebildet.

### Verwaltungsgeschichte im Überblick
Die folgende Liste zeigt die Staaten und Verwaltungseinheiten, denen Klein-Bieberau angehört(e):
- vor 1722: Heiliges Römisches Reich, Herren von Wallbrunn
- nach 1722: Heiliges Römisches Reich, Landgrafschaft Hessen (durch Kauf), Obergrafschaft Katzenelnbogen (1787: Amt Lichtenberg, Zent Oberramstadt, Brandauer Reiswagen)
- ab 1803: Heiliges Römisches Reich, Landgrafschaft Hessen-Darmstadt, Fürstentum Starkenburg, Amt Lichtenberg
- ab 1806: Großherzogtum Hessen,[Anm. 2] Fürstentum Starkenburg, Amt Lichtenberg[12]
- ab 1815: Großherzogtum Hessen[Anm. 3], Provinz Starkenburg, Amt Lichtenberg
- ab 1821: Großherzogtum Hessen, Provinz Starkenburg, Landratsbezirk Reinheim[Anm. 4]
- ab 1832: Großherzogtum Hessen, Provinz Starkenburg, Kreis Dieburg
- ab 1848: Großherzogtum Hessen, Regierungsbezirk Dieburg
- ab 1852: Großherzogtum Hessen, Provinz Starkenburg, Kreis Dieburg
- ab 1871: Deutsches Reich, Großherzogtum Hessen, Provinz Starkenburg, Kreis Dieburg
- ab 1918: Deutsches Reich (Weimarer Republik), Volksstaat Hessen, Provinz Starkenburg, Kreis Dieburg
- ab 1938: Deutsches Reich, Volksstaat Hessen, Landkreis Dieburg[13][Anm. 5]
- ab 1945: Deutsches Reich, Amerikanische Besatzungszone,[Anm. 6] Groß-Hessen, Regierungsbezirk Darmstadt, Landkreis Dieburg
- ab 1946: Deutsches Reich, Amerikanische Besatzungszone, Land Hessen, Regierungsbezirk Darmstadt, Landkreis Dieburg
- ab 1949: Bundesrepublik Deutschland, Land Hessen, Regierungsbezirk Darmstadt, Landkreis Dieburg
- ab 1952: Bundesrepublik Deutschland, Land Hessen, Regierungsbezirk Darmstadt, Landkreis Darmstadt
- ab 1977: Bundesrepublik Deutschland, Land Hessen, Regierungsbezirk Darmstadt, Landkreis Darmstadt-Dieburg, Gemeinde Modautal[Anm. 7]

### Gerichte
Klein-Bieberau gehörte zum Zentgericht Oberramstadt. In der Landgrafschaft Hessen-Darmstadt wurde mit Ausführungsverordnung vom 9. Dezember 1803 das Gerichtswesen neu organisiert. Für das Fürstentum Starkenburg wurde das „Hofgericht Darmstadt“ als Gericht der zweiten Instanz eingerichtet. Die Rechtsprechung der ersten Instanz wurde durch die Ämter bzw. Standesherren vorgenommen.
Damit war für Klein-Bieberau das Amt Lichtenberg zuständig. Das Hofgericht war für normale bürgerliche Streitsachen Gericht der zweiten Instanz, für standesherrliche Familienrechtssachen und Kriminalfälle die erste Instanz. Übergeordnet war das Oberappellationsgericht Darmstadt. Die Zentgerichte hatten damit ihre Funktion verloren.
Mit Bildung der Landgerichte im Großherzogtum Hessen war ab 1821 das Landgericht Lichtenberg das Gericht erster Instanz, zweite Instanz war das Hofgericht Darmstadt. Es folgten:
- ab 1848: Landgericht Reinheim (Verlegung von Lichtenberg nach Reinheim), zweite Instanz: Hofgericht Darmstadt
- ab 1879: Amtsgericht Reinheim, zweite Instanz: Landgericht Darmstadt
- ab 1968: Amtsgericht Darmstadt mit der Auflösung des Amtsgerichts Reinheim, zweite Instanz: Landgericht Darmstadt

## Bevölkerung

### Einwohnerstruktur 2011
Nach den Erhebungen des Zensus 2011 lebten am Stichtag, dem 9. Mai 2011 in Klein-Bieberau 363 Einwohner. Darunter waren 9 (2,5 %) Ausländer. Nach dem Lebensalter waren 69 Einwohner unter 18 Jahren, 150 zwischen 18 und 49, 87 zwischen 50 und 64 und 57 Einwohner waren älter. Die Einwohner lebten in 147 Haushalten. Davon waren 42 Singlehaushalte, 42 Paare ohne Kinder und 51 Paare mit Kindern, sowie 9 Alleinerziehende und 3 Wohngemeinschaften. In 24 Haushalten lebten ausschließlich Senioren und in 108 Haushaltungen lebten keine Senioren.

### Einwohnerentwicklung
| • 1629: | 008 Hausgesesse          |
| • 1806: | 180 Einwohner, 24 Häuser |
| • 1829: | 223 Einwohner, 30 Häuser |
| • 1867: | 242 Einwohner, 38 Häuser |

| Klein-Bieberau: Einwohnerzahlen von 1791 bis 2020 | Klein-Bieberau: Einwohnerzahlen von 1791 bis 2020 | Klein-Bieberau: Einwohnerzahlen von 1791 bis 2020 | Klein-Bieberau: Einwohnerzahlen von 1791 bis 2020 | Klein-Bieberau: Einwohnerzahlen von 1791 bis 2020 |
| --- | ------------------------------------------------- | ------------------------------------------------- | ------------------------------------------------- | ------------------------------------------------- |
| Jahr |                                                   |                                                   |                                                   | Einwohner                                         |
| 1791 | 1791                                              |                                                   | 128                                               | 128                                               |
| 1800 | 1800                                              |                                                   | 159                                               | 159                                               |
| 1806 | 1806                                              |                                                   | 180                                               | 180                                               |
| 1829 | 1829                                              |                                                   | 223                                               | 223                                               |
| 1834 | 1834                                              |                                                   | 318                                               | 318                                               |
| 1840 | 1840                                              |                                                   | 329                                               | 329                                               |
| 1846 | 1846                                              |                                                   | 345                                               | 345                                               |
| 1852 | 1852                                              |                                                   | 320                                               | 320                                               |
| 1858 | 1858                                              |                                                   | 334                                               | 334                                               |
| 1864 | 1864                                              |                                                   | 322                                               | 322                                               |
| 1871 | 1871                                              |                                                   | 296                                               | 296                                               |
| 1875 | 1875                                              |                                                   | 287                                               | 287                                               |
| 1885 | 1885                                              |                                                   | 317                                               | 317                                               |
| 1895 | 1895                                              |                                                   | 301                                               | 301                                               |
| 1905 | 1905                                              |                                                   | 280                                               | 280                                               |
| 1910 | 1910                                              |                                                   | 273                                               | 273                                               |
| 1925 | 1925                                              |                                                   | 271                                               | 271                                               |
| 1939 | 1939                                              |                                                   | 275                                               | 275                                               |
| 1946 | 1946                                              |                                                   | 435                                               | 435                                               |
| 1950 | 1950                                              |                                                   | 401                                               | 401                                               |
| 1956 | 1956                                              |                                                   | 350                                               | 350                                               |
| 1961 | 1961                                              |                                                   | 346                                               | 346                                               |
| 1967 | 1967                                              |                                                   | 373                                               | 373                                               |
| 1970 | 1970                                              |                                                   | 401                                               | 401                                               |
| 1980 | 1980                                              |                                                   | ?                                                 | ?                                                 |
| 1990 | 1990                                              |                                                   | ?                                                 | ?                                                 |
| 2000 | 2000                                              |                                                   | ?                                                 | ?                                                 |
| 2007 | 2007                                              |                                                   | 364                                               | 364                                               |
| 2010 | 2010                                              |                                                   | 369                                               | 369                                               |
| 2011 | 2011                                              |                                                   | 363                                               | 363                                               |
| 2015 | 2015                                              |                                                   | 363                                               | 363                                               |
| 2020 | 2020                                              |                                                   | 345                                               | 345                                               |
| Datenquelle: Historisches Gemeindeverzeichnis für Hessen: Die Bevölkerung der Gemeinden 1834 bis 1967. Wiesbaden: Hessisches Statistisches Landesamt, 1968. Weitere Quellen: LAGIS; 1791; 1800; Gemeinde Modautal; Zensus 2011 |                                                   |                                                   |                                                   |                                                   |

### Historische Religionszugehörigkeit
| • 1829: | 221 lutheranische (= 99,10 %) und 2 katholische (= 0,90 %) Einwohner |
| • 1961: | 316 evangelische (= 91,33 %), 30 katholische (= 8,67 %) Einwohner    |

## Politik
Für die Orte Klein-Bieberau und Webern besteht ein gemeinsamer Ortsbezirk (Gebiete der ehemaligen Gemeinden Klein-Bieberau und Webern) mit Ortsbeirat und Ortsvorsteher nach der Hessischen Gemeindeordnung.
Der Ortsbeirat besteht aus sieben Mitgliedern. Seit den Kommunalwahlen 2016 ist Jürgen Schmidt Ortsvorsteher.

## Regelmäßige Veranstaltungen
- September: Kerb[20]

## Naturdenkmale
In der Gemarkung von Klein-Bieberau liegt das geologische Naturdenkmal Wildfrauhausberg mit seinen markanten Granit-Felsgruppen.